# برادفورد-آن-آوون
longitudeبرادفورد-آن-آوونlatitudeبرادفورد-آن-آوون
برادفورد-آن-آوون (به انگلیسی: Bradford on Avon) یک منطقهٔ مسکونی در انگلستان است که در جنوب غربی انگلستان واقع شده‌است.

## خصوصیات
برادفورد-آن-آوون ۹٬۳۲۶ نفر جمعیت دارد.